# Église Notre-Dame d'Attigny
L'église Notre-Dame est une église située à Attigny, en France.

## Description
La tour faisant clocher, avec des baies géminées, est de style roman bien que partiellement reconstruite après la Première Guerre mondiale. La nef et le chœur sont de style gothique.

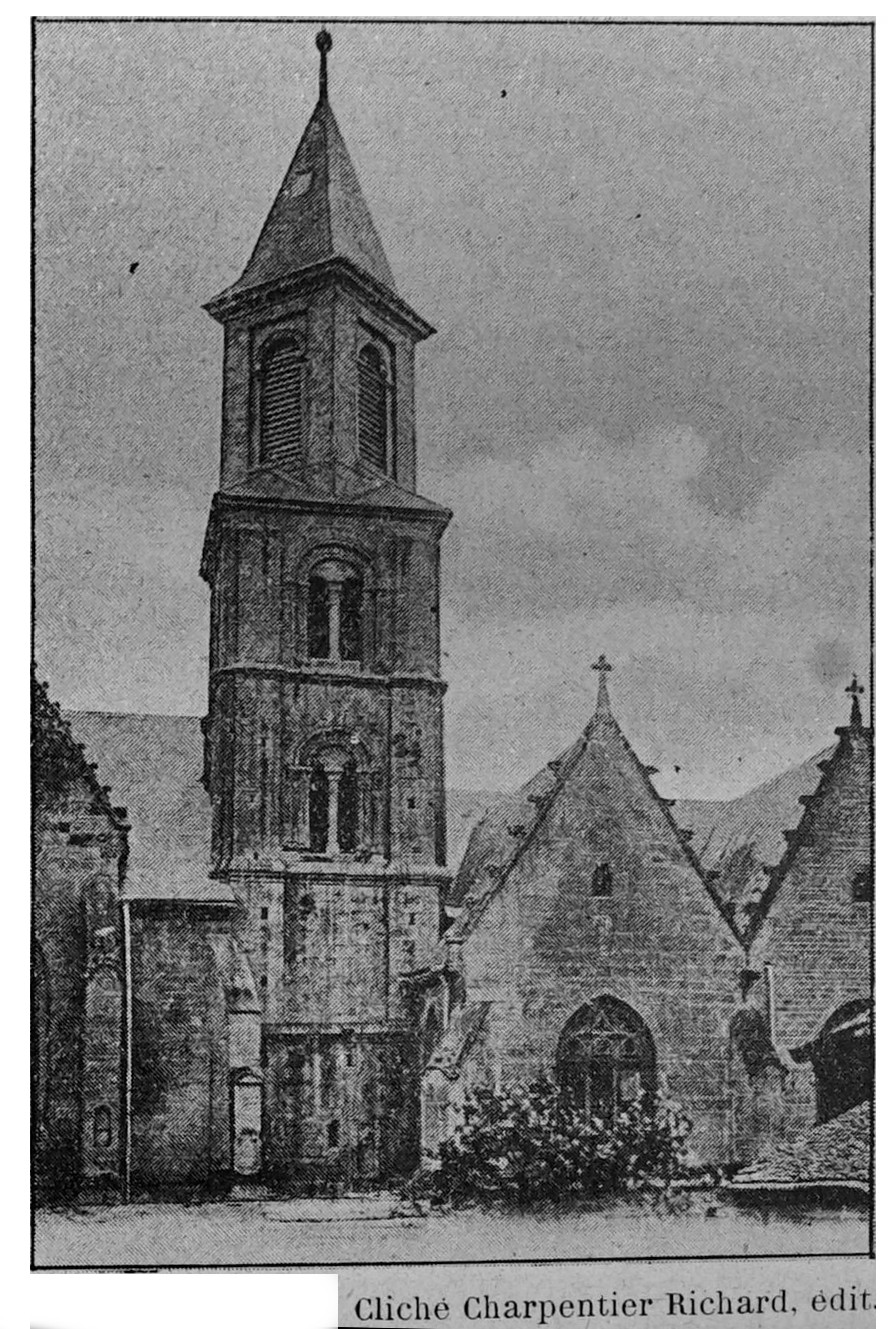
Avant la Grande guerre.
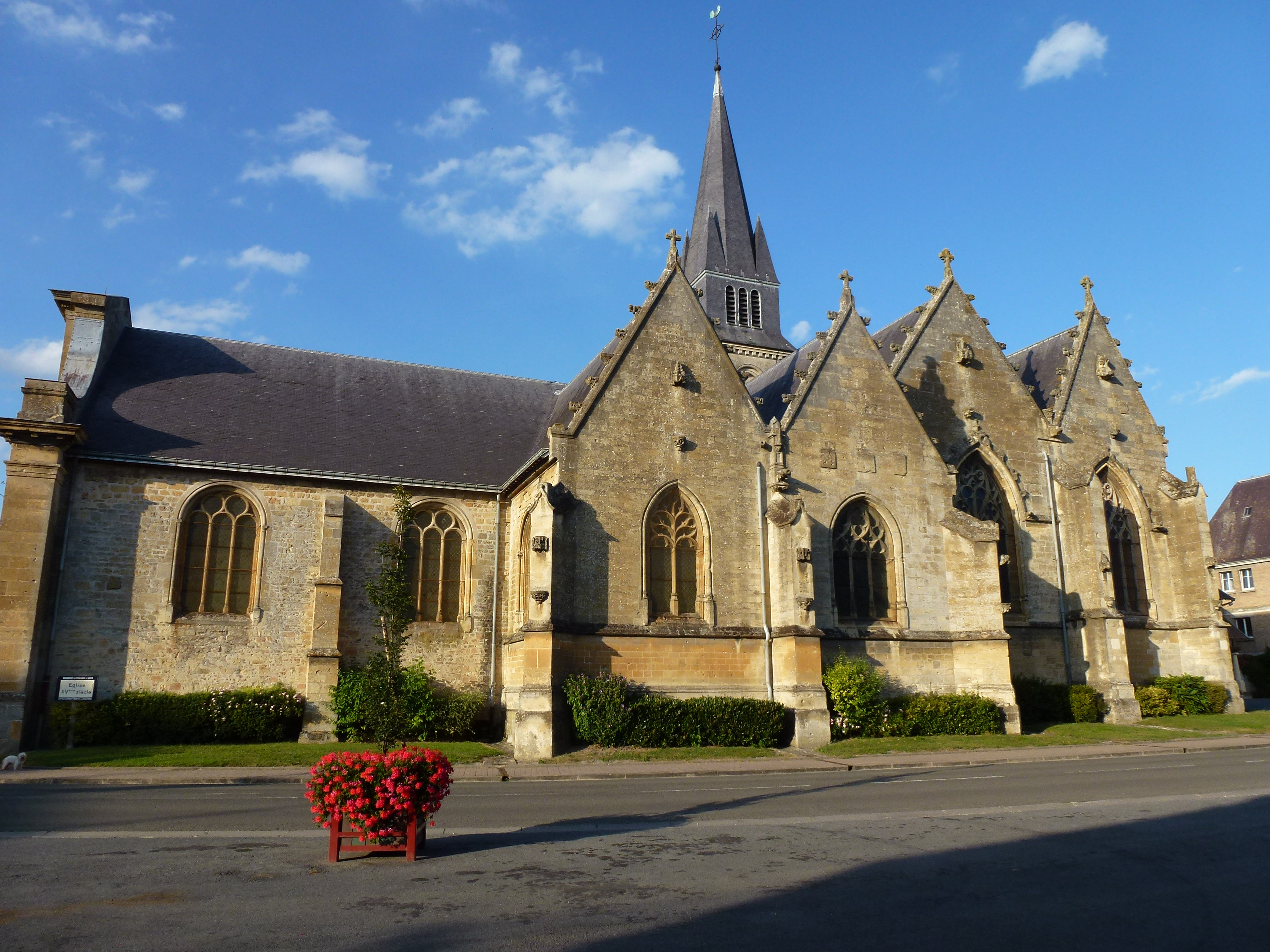
Vue de côté.
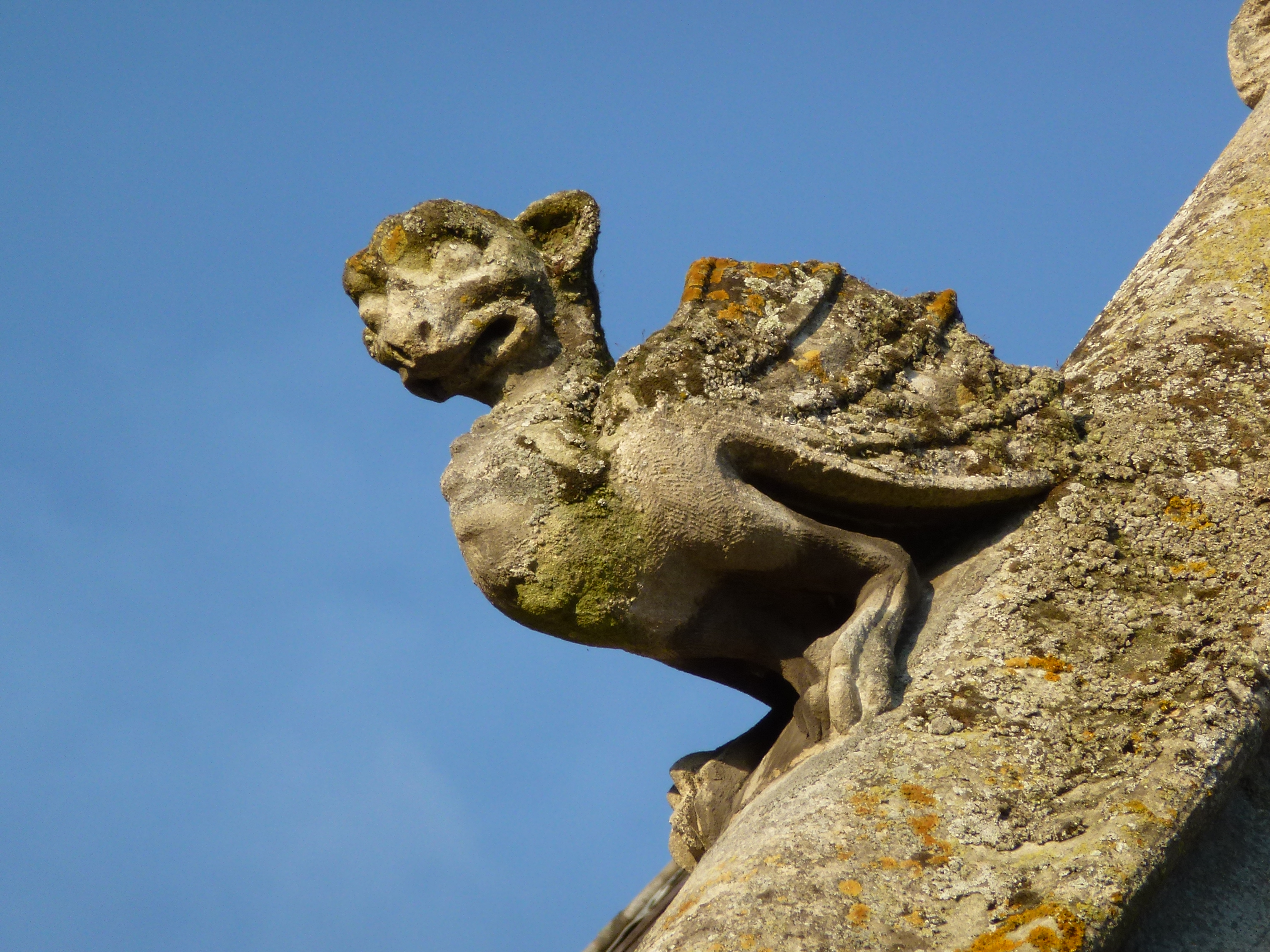
Détail.
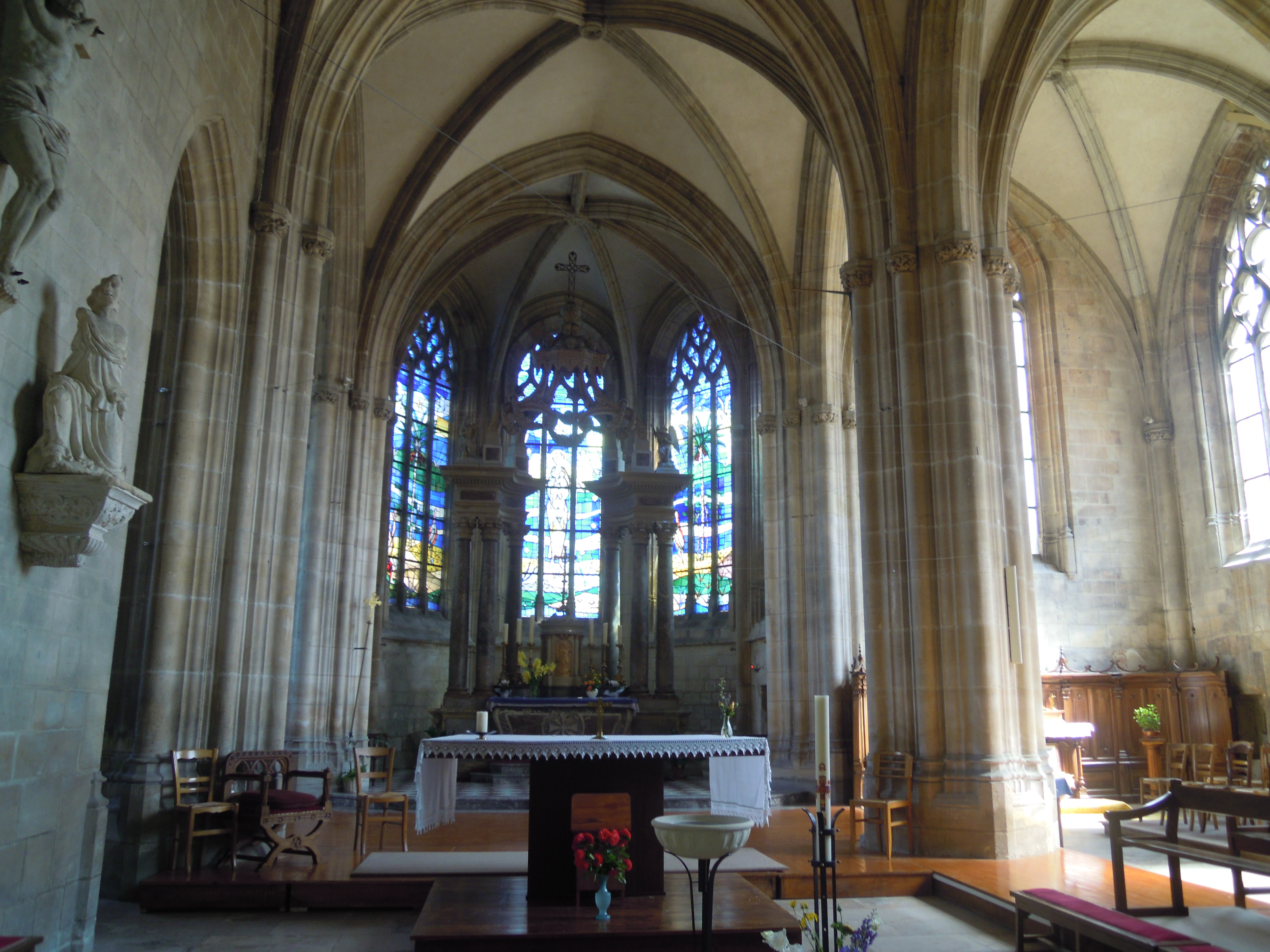
Intérieur.
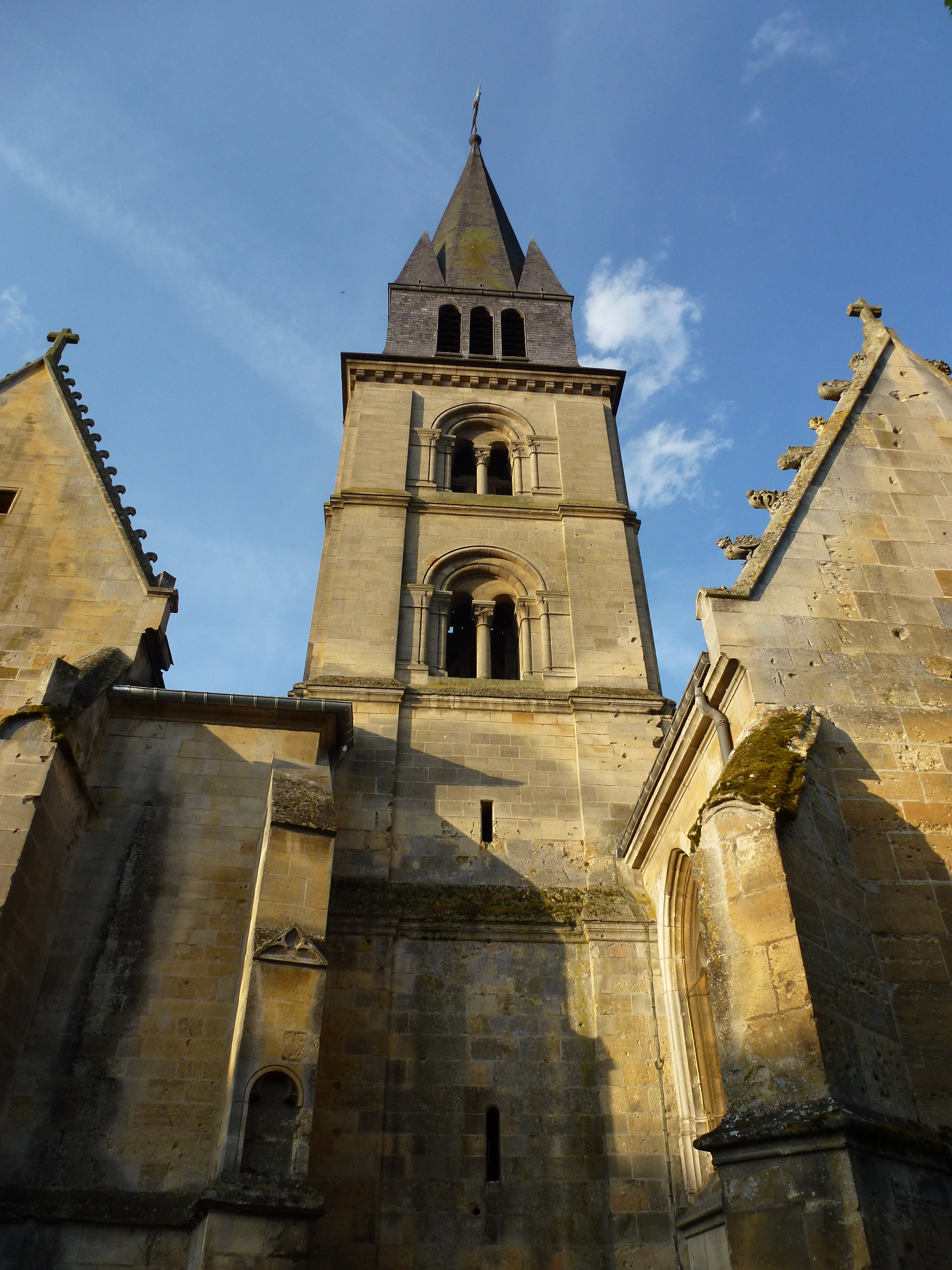
La tour clocher.

## Localisation
L'église est située sur la commune d'Attigny, dans le département français des Ardennes.

## Historique
Bénéficiant de la localisation dans le bourg d'Attigny d'un palais carolingien, et des liens étroits entre l'Église et le pouvoir carolingien, la paroisse est le centre d'un doyenné.
Au pont d'Attigny, à moins de 200 mètres de l'église, une tradition rapporte que saint Méen a guéri un lépreux, donnant lieu à un pèlerinage. Charles le Simple fonde une petite collégiale sur le domaine d'Attigny. Lorsque le domaine cesse d'être un domaine royal, il est cédé aux comtes de Champagne, puis par ceux-ci, à l'église de Reims.
Une église de style roman est construite, fortement aménagée les siècles suivants. L'édifice est classé au titre des monuments historiques en 1910. Il est alors constitué d'un clocher du XIIe siècle, d'une nef, d'un chœur et de vitraux du XVe siècle, et d'un portail du XIXe siècle. Mais il sort détruit de la Première Guerre mondiale, excepté le portail, et doit être reconstruit.